# MIPCOM
Il MIPCOM (in francese Marché International des Programmes de Communication) è una fiera che si tiene annualmente nella città francese di Cannes, solitamente nel mese di ottobre e per la durata totale di quattro giorni. Il proprietario ed organizzatore è Reed MIDEM, una sussidiaria di Reed Exhibitions.
L'evento è rivolto all'industria televisiva, a cui prendono parte rappresentanti di aziende TV che utilizzano le date per comprare e vendere nuovi programmi e format per la distribuzione internazionale. Inoltre, vengono invitate celebrità per fare promozione a programmi. La fiera viene utilizzata anche per la discussione tra vari rappresentanti di settore su nuove tendenze e sviluppi futuri. Il MIPCOM viene usato anche per la presentazione a livello mondiale di nuove trasmissioni.
Prima dell'evento ufficiale, si svolge annualmente anche lo spin-off chiamato MIPJunior, dedicato all'industria televisiva per i più piccoli.